# Ashes to Ashes (Beverly Hills, 90210)
Ashes to Ashes is de negende aflevering van het tweede seizoen van het tienerdrama Beverly Hills, 90210, die voor het eerst werd uitgezonden op 19 september 1991.

## Verhaal
De dure Beverly Hills wijk wordt op zijn kop gezet wanneer de gekleurde familie Ashe intrekt. De familie bestaat uit zoon Ronny, een jonge fotograaf en zijn oude zus, wier vriendje uit het getto in de problemen komt. Terwijl Brandon een wisselvallige band met de dochter krijgt, hebben Jim en Cindy problemen met hun nieuwe alarmsysteem, die op de meest ongelukkige momenten zonder reden af gaat.

## Rolverdeling
- Jason Priestley - Brandon Walsh
- Shannen Doherty - Brenda Walsh
- Jennie Garth - Kelly Taylor
- Ian Ziering - Steve Sanders
- Gabrielle Carteris - Andrea Zuckerman
- Luke Perry - Dylan McKay
- Brian Austin Green - David Silver
- Tori Spelling - Donna Martin
- Carol Potter - Cindy Walsh
- James Eckhouse - Jim Walsh
- Eugene Byrd - Robinson Ashe III
- Vivica A. Fox - Sherice Ashe
- Richard Roundtree - Robinson Ashe Jr.
- Tina Lifford - Felicity Ashe
- Billy 'Sly' Williams - Devo Damars
- Susan Brown - Mrs. Cooper
- George Alvarez - Ramon